# Capasa flexilinea
Capasa flexilinea är en fjärilsart som beskrevs av W. Warren 1907. Capasa flexilinea ingår i släktet Capasa och familjen mätare. Inga underarter finns listade i Catalogue of Life.